# Gubbiói egyházmegye
A Gubbói egyházmegye (olaszul: Diocesi di Gubbio, latinul: Dioecesis Eugubinaa) a római katolikus egyház egyik olaszországi egyházmegyéje, püspöki  székvárosa Gubbio városában található.

## Történelem
A Gubbiói egyházmegyét az 5. században hozták létre, és az Apostoli Szentszék közvetlen fennhatósága alá helyezték. 1972. augusztus 15-én a Gubbiói egyházmegye a Perugia-Città della Pieve-i főegyházmegye szuffragán egyházmegyéjévé vált. 2022. május 7-én Ferenc pápa elrendelte a Gubbiói és a Città di Castelló-i egyházmegye perszonálunióját. A közös püspökké Gubbio püspökét, Luciano Paolucci Bedinit nevezte ki.

## Szomszédos egyházmegyék
- Perugia-Città della Pieve-i főegyházmegye (délnyugat)
- Città di Castelló-i egyházmegye (északnyugat)
- Fano-Fossombrone-Cagli-Pergolai egyházmegye (északkelet)
- Fabriano-Matelicai egyházmegye (kelet)
- Assisi-Nocera Umbra-Gualdo Tadinó-i egyházmegye (dél)

## Fordítás
- Ez a szócikk részben vagy egészben  a   Bistum Gubbio című német Wikipédia-szócikk ezen változatának fordításán alapul.  Az eredeti cikk szerkesztőit annak laptörténete sorolja fel. Ez a jelzés csupán a megfogalmazás eredetét és a szerzői jogokat jelzi, nem szolgál a cikkben szereplő információk forrásmegjelöléseként.